# 15 Big Ones
15 Big Ones je dvacáté studiové album americké pop rockové skupiny The Beach Boys, které vyšlo v roce 1976 u vydavatelství Reprise Records (na vlastní značce kapely nazvané Brother Records). Název alba odkazuje na fakt, že obsahovalo patnáct skladeb a současně byla skupina právě patnáct let na profesionální scéně. Znamenalo také návrat jejich dlouholetého leadera Briana Wilsona do skupiny jako hudebníka i producenta. Pro skupinu představovalo velký úspěch a vzešly z něj dva hitové singly: Rock and Roll Music a It's OK.

## Okolnosti vzniku alba
V první polovině 70. let se skupina snažila udržet na komerční scéně i bez umělecké účasti psychicky nemocného Briana Wilsona. Alba Surf's Up, Carl and the Passions – So Tough a Holland pro ně měla střední ohlas, ani singly nebodovaly v žebříčcích vysoko (nejlépe Sail On, Sailor na #49). V roce 1974 ovšem zaznamenala obrovský ohlas kompilace starých hitů Endless Summer (v Americe #1), což vedlo k oživení zájmu o kapelu. Ve stejné době se Wilson s pomocí kontroverzního psychiatra Eugena Landyho dokázal vrátit k práci a znovu spojil síly s The Beach Boys (byť jeho pěvecký projev poznamenaly problémy s laryngitidou a do svých pamětí po letech napsal, že na tomto albu svůj hlas nepoznává). Výsledkem byla kolekce písní vycházející z jejich tradičního stylu výrazných harmonicky propojených vokálů. Zároveň skládala poctu rock and rollové hudbě, proto z části obsahovala předělávky známých starších hitů jiných kapel (např. Blueberry Hill, Chapel of Love nebo Palisades Park) a z části nové autorské skladby členů kapely. Ty byly částečně také vystavěné jako oslava rock and rollu a surf rocku (např. It's OK nebo That Same Song) či kapelou tehdy propagované transcendentální meditace (Everyone's in Love with You nebo T M Song). Píseň Ala Jardina Susie Cincinnati vznikla již v roce 1970 původně pro album Sunflower. Hraje na ní proto také dlouholetý člen skupiny Bruce Johnston, který se jinak natáčení 15 Big Ones účastnil pouze jako host ve dvou písních (Blueberry Hill, Just Once in My Life).

## Vydání a ohlas desky
15 Big Ones vyšlo 5. července 1976 v obale, který evokoval olympijské logo s pěti kruhy, protože ve stejné době probíhala olympiáda v Montrealu. Zde poprvé užitá grafická podoba názvu The Beach Boys se stala oficiálním logem skupiny i pro následující léta. Autorem grafické koncepce (i názvu alba) byl dlouholetý přítel kapely, hudebník Dean Torrence z dua Jan & Dean. Deska představovala pro skupinu comeback v podobě prvního alba v Top 10 (#8) od vydání kultovní desky Pet Sounds (1966). Stejně tak pilotní singl s předělávkou známé písně Chucka Berryho Rock And Roll Music vrátil kapelu do singlové hitparády na #5. Album ještě v září stejného roku dosáhlo prodejem na status zlaté desky.

## Seznam skladeb
| Strana 1 | Strana 1                                                   | Strana 1                                                        | Strana 1 |
| Pořadí   | Název                                                      | Vedoucí vokály                                                  | Délka    |
| -------- | ---------------------------------------------------------- | --------------------------------------------------------------- | -------- |
| 1.       | Rock and Roll Music (Chuck Berry)                          | Mike Love                                                       | 2:26     |
| 2.       | It's OK (Brian Wilson, Mike Love)                          | Mike Love, Dennis Wilson                                        | 2:18     |
| 3.       | Had to Phone Ya (Brian Wilson, Mike Love, Diane Rovell)    | Mike Love, Brian Wilson, Carl Wilson, Dennis Wilson, Al Jardine | 2:13     |
| 4.       | Chapel of Love (Jeff Barry, Ellie Greenwich, Phil Spector) | Brian Wilson                                                    | 2:34     |
| 5.       | Everyone's in Love with You (Mike Love)                    | Mike Love                                                       | 2:40     |
| 6.       | Talk to Me (Joe Seneca)                                    | Carl Wilson                                                     | 2:13     |
| 7.       | That Same Song (Brian Wilson, Mike Love)                   | Brian Wilson                                                    | 2:14     |
| 8.       | T M Song (Brian Wilson)                                    | Al Jardine                                                      | 1:34     |

| Strana 2 | Strana 2                                                       | Strana 2              | Strana 2 |
| Pořadí   | Název                                                          | Vedoucí vokály        | Délka    |
| -------- | -------------------------------------------------------------- | --------------------- | -------- |
| 1.       | Palisades Park (Chuck Barris)                                  | Carl Wilson           | 2:29     |
| 2.       | Susie Cincinnati (Al Jardine)                                  | Al Jardine            | 2:55     |
| 3.       | A Casual Look (Ed Wells)                                       | Mike Love, Al Jardine | 2:43     |
| 4.       | Blueberry Hill (Al Lewis, Larry Stock, Vincent Rose)           | Mike Love             | 3:01     |
| 5.       | Back Home (Brian Wilson, Bob Norberg)                          | Brian Wilson          | 2:47     |
| 6.       | In the Still of the Night (Fred Parris)                        | Dennis Wilson         | 3:01     |
| 7.       | Just Once in My Life (Gerry Goffin, Carole King, Phil Spector) | Brian Wilson          | 3:34     |

## Obsazení
- Brian Wilson – piano, klávesy, syntezátor, baskytara, harmonika, zpěv
- Carl Wilson – sólová kytara, baskytara, syntezátor, zpěv
- Dennis Wilson – bicí, vibrafon, perkuse, zpěv
- Al Jardine – kytara, zpěv
- Mike Love – zpěv
- Bruce Johnston – piano, klávesy

Nahrávání některých písní se účastnilo i množství hostů a studiových hudebníků, např. Bruce Johnston, Roy Wood, Hal Blaine a další.